# Carl Ludwig Christoph Douzette
Carl Ludwig Christoph (Louis) Douzette (25 septembre 1834, à Tribsees, arrondissement de Grimmen - 21 février 1924, à Barth) est un peintre.
Descendant d'une famille hugenotte, Douzette a vécu jusqu'à l'âge de 28 ans à Tribsees puis à Barth. À l'âge de vingt ans il va à Berlin prendre des cours avec le peintre berlinois Hermann Eschke. En 1878 il voyage à Paris où il découvre la peinture en extérieur de l'École de Barbizon
Douzette est lié au groupe artistique d'Ahrenshoop. En 1895 il s'installe à nouveau à Barth où il meurt. En 1896 il devient professeur à l'Académie des arts de Berlin. Son style post-romantique lui vaut le surnom de "Douzette clair de lune".

## Œuvres

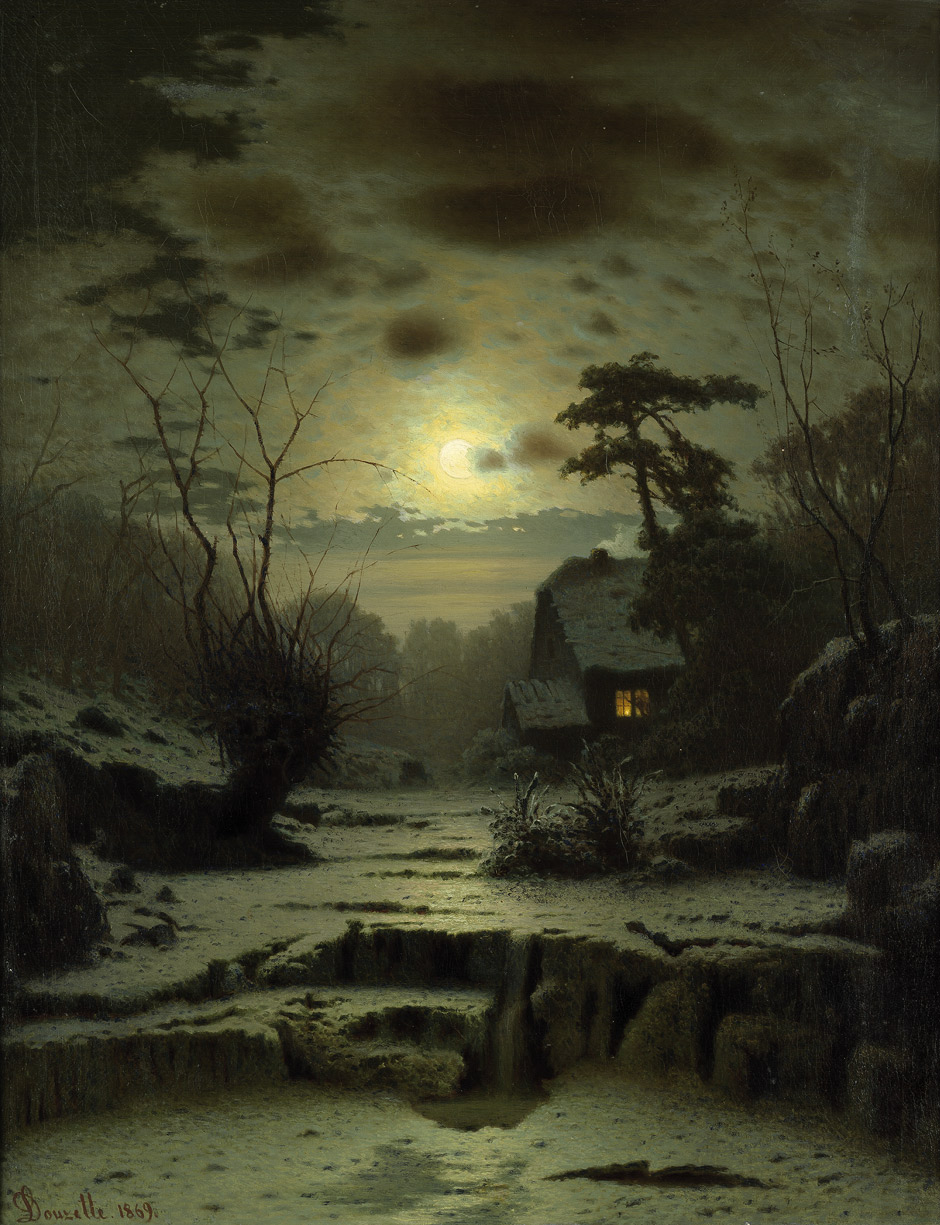

- Paysage côtier vers Prerow, 1886, Greifswald
- Paysage de forêt près de Prerow Greifswald
- Le feu, 1901, Greifswald
- Moulins à vent au clair de lune, Barth
- Le déferlement 1865, Kiel
- Winter landscape 1869